# Johannes Baumgärtner
Johannes Baumgärtner (* 1. August 1948 in Aue) ist ein deutscher Bildhauer und Medailleur und war Hochschullehrer.

## Leben und Werk
Baumgärtner absolvierte von 1965 bis 1967 eine Lehre als Tischler. Er studierte dann bis 1970 Holzgestaltung an der Fachschule für Angewandte Kunst Schneeberg und bis 1975 Plastik bei Gerhard Lichtenfeld an der Hochschule für industrielle Formgestaltung Halle – Burg Giebichenstein. Von 1975 bis 1977 hatte er dort eine Aspirantur. Bis 1983 war er im Grundlagenstudium Assistent und bis 1987 Oberassistent. 1976 wurde Baumgärtner mit dem Gustav-Weidanz-Preis für Plastik geehrt.
Von 1993 bis zum Ausscheiden aus dem aktiven Hochschuldienst 2014 hatte er an der Burg eine Professur für Bildnerische Grundlagen/Plastik. Von 2002 bis 2010 war er Prodekan des Fachbereichs Kunst.
Baumgärtner wohnt in der Wassermühle Müllerdorf in Zappendorf-Müllerdorf und arbeitet freischaffend als Bildhauer und in der Nachfolge von Gustav Weidanz als Medaillen-, Plaketten- und Münzgestalter.

## Mitgliedschaften
- bis 1990: Verband Bildender Künstler der DDR
- ab 1990: Berufsverband Bildender Künstler Sachsen-Anhalt e. V.

## Werke (Auswahl)

### Plastiken
- Fünf Fassadenfiguren am Ratshof Halle (1976/1977; Repliken der 1928/1929 von Gustav Weidanz geschaffenen und im Zweiten Weltkrieg zerstörten Plastiken; Höhe 2,20 m)[1]
- Torso (1974, Gips)[2]
- Christoph (1975, Porträtbüste, Bronze; auf der VIII. Kunstausstellung der DDR)[3]

### Medaillen
- Dank der Burg Giebichenstein für Willi Sitte (1986, Bronze; Rückseite von Bernd Göbel; auf der IX. Kunstausstellung der DDR)[4]
- Schloss Friedenstein (1992, Kupfer, geprägt)[5]

## Ausstellungen (unvollständig)

### Einzelausstellungen
- 1976/1977: Halle
- 1980: Ahrenshoop
- 1983: Schneeberg
- 1984: Halle-Neustadt
- 1984: Johanngeorgenstadt

### Teilnahme an Gruppenausstellungen
- 1976: Berlin, Ausstellungszentrum am Fernsehturm, und Rostock, Kunsthalle Rostock („Junge Künstler der DDR“)
- 1977/1978 und 1982/1983: Dresden, VIII. und IX. Kunstausstellung der DDR
- 1978 und 1980: Frankfurt („Junge Künstler der DDR“)
- 1979: Halle, Bezirkskunstausstellung
- 1979: Halle, Ausstellungshallen auf der Peißnitz („Bildende und angewandte Kunst im Bezirk Halle“)
- 1979/1980: Dresden, Albertinum („Junge Bildhauerkunst der DDR“)
- 1986: Bad Kösen, Kunsthalle („Gerhard Lichtenfeld und Schüler. Plastik und Zeichnungen“)
- 1987: Dresden, Galerie Rähnitzgasse („Wirklichkeit und Bildhauerzeichnung“)
- 1989: Halle, Galerie Marktschlösschen, Staatliche Galerie Moritzburg und Galerie Roter Turm („Bildhauer aus Halle: Marianne Traub, Bernd Göbel, Klaus Messerschmidt, Wolfgang Dreysse, Johannes Baumgärtner, Christoph Reichenbach“)
- 1993: Halle, Staatliche Galerie Moritzburg, und Karlsruhe, Badisches Landesmuseum („Burg Giebichenstein. Die hallesche Kunstschule von den Anfängen bis zur Gegenwart“)